# Ella Harper
Ella Harper (5 de janeiro de 1870 – 19 de dezembro de 1921), conhecida como a "Menina Camelo", nasceu com uma condição ortopédica muito rara que fez com que ela nascesse com seus joelhos virado para trás, chamada genu recurvatum. Ela só conseguia andar de quatro, o que fez com que surgisse o apelido "Menina Camelo". Em 1886 ela acompanhou e estrelou no W. H. Harris’s Nickel Plate Circus, aparecendo em jornais estimulando as pessoas a visitarem o circo. Porém, certo dia encontraram sua tenda vazia e sobre a mesa possuía apenas o seu cartão de visita escrito no verso:
Eu sou chamada de ‘menina camelo’ porque meus joelhos viram para trás. Eu ando melhor com minhas mãos e pés, como você vê na imagem. Tenho viajado consideravelmente com o show business, nos últimos quatro anos, e agora, é 1886 e tenho a intenção de sair do show business e ir para a escola, tendo outra ocupação. Obrigado a todos que me acolheram e aos demais monstros, mas eu estou me demitindo.
Harper resolveu abrir mão de 200 dólares por semana para abrir novas portas para ela.

## Vida adulta
De acordo com uma blogger, Harper retornou à sua casa Summer County, Tennessee e viveu lá com sua mãe e uma sobrinha de acordo com o censo de 1900. Em 26 de junho de 1905, ela e Robert L. Savely obtiveram uma licença de casamento e se casaram em Summer County em 28 de julho de 1905. Em 1906, ela deu à luz uma menina, Mabel E. Savely, que morreu em novembro de 1906. Harper e seu marido se mudaram para Nashville, Tennessee em 1909, onde aparecem no censo de 1910 com a mãe de Harper. Em 1918, ela e seu marido adotaram uma menina chamada Jewel Savely, que morreu em menos de três meses de idade. Em 1920, ela e seu marido ainda estavam vivendo em Nashville. Harper morreu em 18 de novembro de 1921 em Nashville, de câncer no cólon, e foi sepultada na Spring Hill Cemetery, no lote da família de seus pais. Não está claro se a Ella Harper nesses registros refere-se a este particular Ella Harper.